# Акен, Иосиф ван
Иосиф ван Акен (нидерл. Joseph van Aken, 1699, Антверпен, Испанские Нидерланды — 4 июля 1749, Лондон, Королевство Великобритания) — фламандский живописец и художник-декоратор, жанрист позднего барокко, с 1720 года активно работавший в Англии.

## Биография
Ван Акен начал свою карьеру в Антверпене, где писал жанровые сцены в традиционном фламандском стиле. Около 1720 года он со своими братьями прибыл в Лондон и продолжил создавать жанровые полотна.
На протяжении своего творчества ван Акен, посвятил много работ изображению видов Ковент Гардена, который в то время был самым большим рынком в Лондоне. Успешно адаптировался к современным лондонским традициям жанровой живописи о чëм свидетельствует популярность в Британии его картин «Старый Ковент Гарден» и «Старый Рынок» (1740).

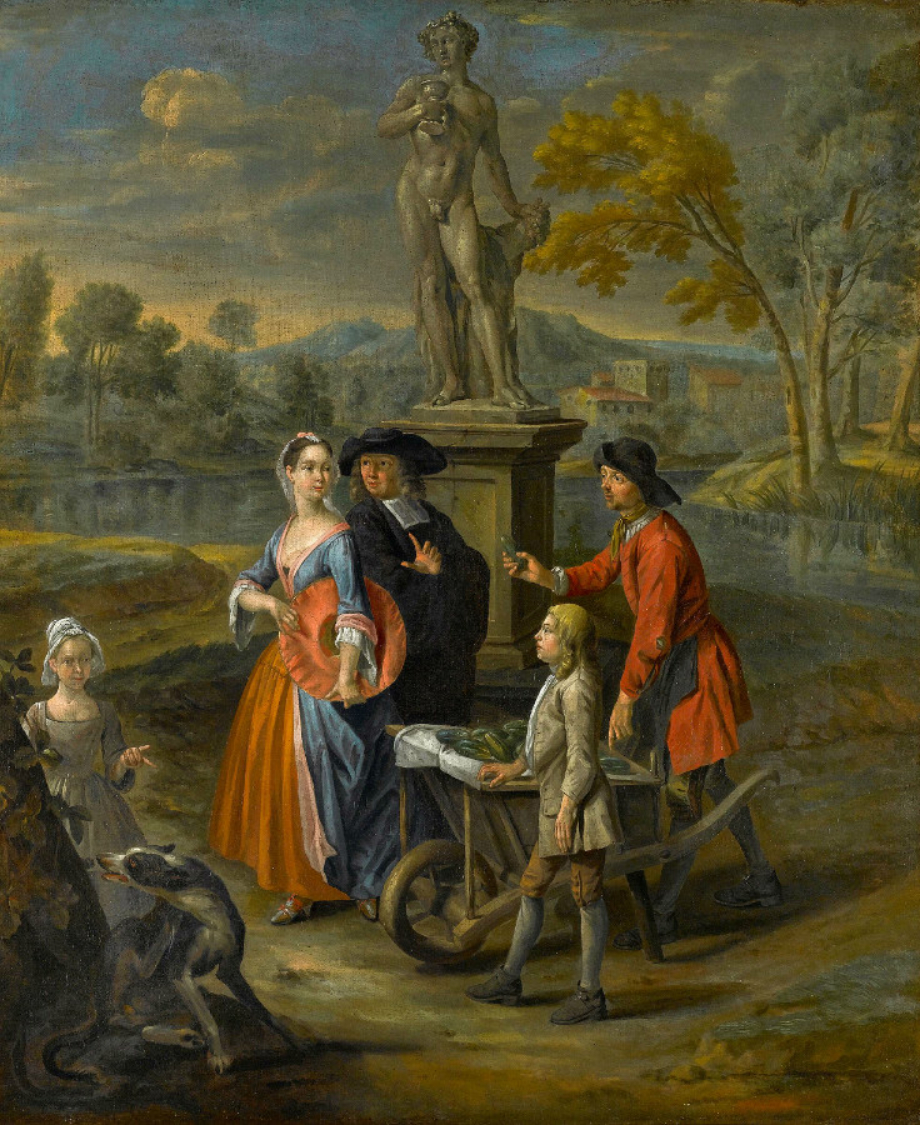
Продавец овощей и его сын, предлагающие товары леди около статуи Бахуса

Ван Акен также автор портретов и картин, так называемого «разговорного» жанра, таких как, «Английская Семья за чаем», нарушавших французское влияние этого вида изобразительного искусства живой живописной манерой и непринужденной композицией.
В 1730—1740 годах, благодаря своему таланту исполнения материй всех видов — атласа, бархата и золотой нити, ван Акен перестал работать как независимый художник и стал заниматься оформлением заднего плана картин и писать драпировки для других художников.

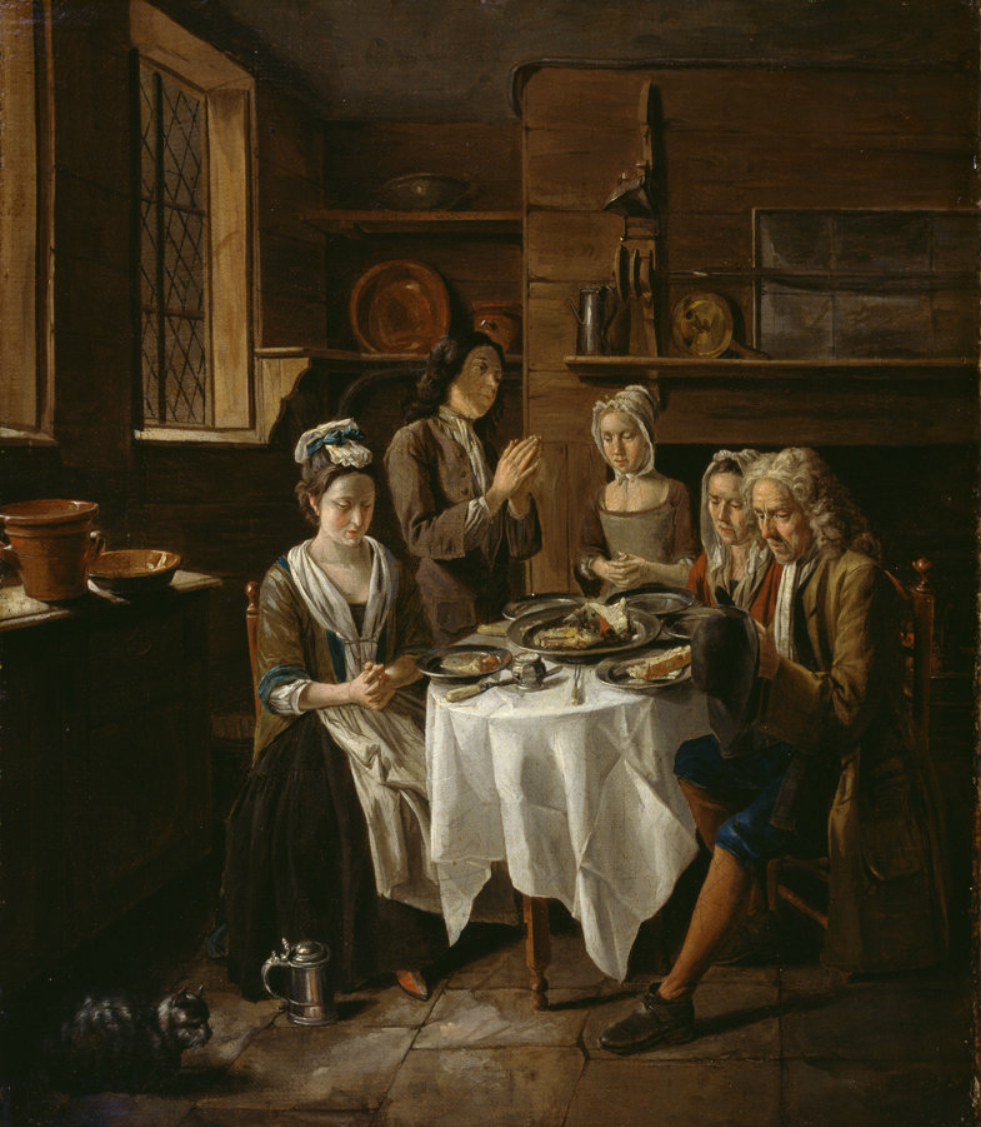
Молитва перед едой. Около 1720

Он работал для многих ведущих портретистов своего времени, включая Джозефа Хаймор, Томаса Хадсона, Аллана Рэмзи,
Джорджа Кнаптона, Генри Уинстанли, Артура Понда и Джозефа Райта. Обычно, художники рисовали только лицо, оставляя за ван Акеном право заполнить оставшуюся часть. Ван Акен был особенно знаменит своими костюмами. Со временем художник достиг такого мастерства, что получил прозвище Закройщик ван Акен (англ. Van Aken the tailor).
Ван Акен был настолько плодовитым мастером, что даже вызвал суждения о том, что английской портретной живописи при Рейнолдсе не существовала бы без него.
В 1748 ван Акен посетил Францию со многими художниками, включая Уильяма Хогарта и Хадсона, и затем один побывал в Нидерландах.
После смерти ван Акена в 1749 появилось карикатурное изображением печальных портретистов, скорбящих на его похоронах.
Сейчас картины ван Акена хранятся в музее Тейт Британ, Лондонском музее и художественной галерее Манчестера.
Младший брат ван Акена, Александр ван Акен, тоже писал драпировки. Другой брат, Арнольд, также был художником, но его работы ограничивались картинами «разговорного» жанра и рядом гравюр с изображениями рыб.